# Дагин, Софи
Софи Дагин (фр. Sophie Marguerite Daguin, 26 марта 1801 — 13 марта 1881) — шведская балерина и хореограф французского происхождения.

## Биография
Софи Дагин родилась в Париже. Её отец был библиотекарем в Парижской опере.
После 6 лет обучения танцу, в том числе у Дидло, Софи прибыла в Стокгольм, где её приняли в Королевскую оперу, где она в 1815 г. с успехом выступила в балете Жана Доберваля «Тщетная предосторожность».
В 1820—1843 гг. Софи была примой-балериной. В 1827—1830 гг. она работала балетмейстером в Королевском балете, став тем самым первой женщиной-балетмейстером Королевского балета. Эту должность она делила с Пером Эриком Валльквистом. Эту должность она оставила в 1830 гг. и до 1856 г. была руководительницей Балетной школы. Среди её учениц были Шарлотта Норберг и Тереза Эльффорсс. Одной из подруг Софи была Эмили Хёгквист, и они в 1834 г. вместе совершили поездку в Париж для приобретения костюмной одежды, причём поездка была профинансирована королём Карлом XIV Юханом, который тем самым хотел разлучить Эмили со своим сыном Оскаром.
До 1840-х гг. Софи Дагин признавалась одной из лучших танцовщиц Стокгольма наряду с Адольфиной Фегерстедт, Каролиной Гранберг и Шарлоттой Альм, и считалась образцом для подражания. В своих постановках, например, в Max och Emma (1842 г.) Софи использовала французскую традицию балета. К её лучшим выступлениям относятся Jenny eller Engelska inbrottet i Skottland, Den lilla slavinnan, «Фра-Диаволо», Dansvurmen, Hemkosten, Le Lac des fées. В 1843—1856 гг. Софи танцевала пантомиму.
Софи Дагин никогда не была замужем, а потому по обычаям тех времён не могла иметь законных прав. Но она могла подать заявку на права совершеннолетней и получила их в 1832 г.
Скончалась в Стокгольме в 1881 г.